# Темиргоевцы

Тамга фамилии Болотоков.

Темиргоевцы (точнее кемиргоевцы; самоназвание: адыгэ, кӏэмгуй) — адыгская (черкесская) субъэтническая группа в составе современных адыгейцев. Проживают в основном в Адыгее (восточные районы), а также представлены в диаспоре за рубежом. Темиргоевский диалект обще-адыгского языка принят за основу литературного адыгейского языка в Республике Адыгея.

## Расселение
Сейчас населяют аулы Пшизов, Пшичо, Хатажукай, Кабехабль, Джерокай Шовгеновского района, Джамбичи (до 1920 года — аул Темиргоевский) Красногвардейского районов Адыгеи. Традиционно к кемиргоевцам относят часть населения аулов Адамий, Хатукай Красногвардейского, Мамхег Шовгеновского, Егерухай Кошехабльского районов Адыгеи, хотя они являются потомками соответствующих субэтносов адыгов (черкесов), но во многом утратили свои диалекты, перейдя на кемиргоевский диалект с локальными отличиями.
- 1864 год — После окончания Кавказской войны большая часть кемиргоевцев выселились в другие черкесские аулы (в Бжедугии, Кабарде, аул Урупский (Шхашефиж) нынешнего Успенского района Краснодарского края), а также в Турцию и на Ближний Восток.
- 1881 год — в Турцию ушло население аула Хаджимукохабль (ныне станица Дондуковская), значительную часть которого составляли кемиргоевцы (к1емгуй).

## Древняя история
Изучение языков, топонимики и ономастики дает основания рассматривать происхождение темиргоевцев как часть адыго-кабардинского этнического массива. В настоящее время предками адыгских народов признаются меоты, вобравшие в себя ираноязычных сираков. Гипотеза о киммерийском происхождении адыгов и, в частности, темиргоевцев, пока не находит прямых подтверждений.
По мнению В. И. Ворошилова (автор книги История убыхов) — темиргоевцы переселяются с Черноморского побережья Кавказа на северный склон Западного Кавказа XIV столетии. В XV-XVI веках — у кемиргоевцев формируется княжеская власть во главе с правящей фамилией Болотоковых.
Под именем Гемиргиа, Гемиргой темиргоевцы упоминаются в "Описании Черкесии" Ксаверио Главани (1724 год).
В. К. Гарданов считает кабардинцев и темиргоевцев ядром адыгских народов, формировавшихся в начале XIX века.

## Общественное устройство
В традиционном разделении адыгов на "аристократические" и "демократические" племена (народности) темиргоевцы принадлежали к первым и темиргоевская знать наряду с кабардинской и бжедугской славилась своим блестящим и изысканным образом жизни.
В. А. Потто в 1855 году записал :

Предание адыгского народа говорит, что у знаменитого Инала (потомка Кеса, родоначальника всех черкесских князей) было пятеро сыновей: Темрюк (Кемиргоко), Биту, Беслан, Капарт и Зеноко. Инал при жизни разделил все свои владения на пять уделов и раздал их в управление своим пяти сыновьям, которые стали родоначальниками нынешних черкесских племен: от Темрюка (Кемиргоко) произошли кемиргоевцы, от Биту - бжедуги, от Беслана — бесленеевцы, от Капарта — кабардинцы, и только одни шапсуги не приняли названия пятого сына Инала, Зеноко. Сам Инал остался жить среди кемиргоевцев. Но Темрюк, которого черкесские песни называют человеком «железного сердца», скоро восстал на отца, лишил его власти и объявил себя одного князем над всеми князьями. Братья не признали его гегемонии; но Инал, которого народ причисляет к лику святых, смирился с судьбой и, умирая, завещал сыновьям почитать кемиргоевского князя — «князем над князьями», в память того, что сам он, властвуя над всеми черкесами, имел пребывание среди кемиргоевцев. Князья Болотоко — прямые потомки Кемиргоко, и потому ни одна из княжеских фамилий за Кубанью не пользовалась до позднейших времен таким значением и влиянием, как эта фамилия. Древность её свидетельствуется, между прочим, двумя народными поэмами, дошедшими до нас из глубокой старины и составляющими перлы черкесской поэзии. Одна из этих поэм, «Кыз — Бурун», составлена длинными размерами наподобие гекзаметров и поется закубанскими горцами с аккомпанементом трехструнного инструмента. В поэме рассказывается о том, как князья большой Кабарды хотят посадить для княжения над бесленеевцами одного из своих князей, тогда как у бесленеевцев ещё остался наследником малолетний потомок Беслана. Обе стороны вооружаются. Бесленеевцы как слабейшие приглашают к себе на помощь все закубанские черкесские племена и крымского хана. Здесь в поэме описываются все народы, участвовавшие в союзе, и перечисляются все княжеские и дворянские роды их. Бой происходит у Кыз-Буруна в Баксанском ущелье. Кабардинцы укрепляют свою позицию опрокинутыми арбами. Кемиргоевцы разбрасывают арбы и врываются в укрепление. Победа остается за закубанскими черкесами, и кабардинцы отказываются от своих
притязаний. Таково окончание поэмы

В другой исторической песне описывается взятие Дербента (Демир-Хану). Здесь было все лучшее черкесское дворянство, и князья Болотоко отличились такой храбростью, что крымский хан дает этой фамилии титул «черного хана», — другими словами, он передает им все свои права и прерогативы там, где не управляет народом лично. У черкесов поэма эта имеет такое же значение, как у нас родословные дворянские книги. И те фамилии, о которых не упоминается в песне, не могут считаться коренными дворянскими фамилиями.
В том же произведении В. А. Потто упомянул, что двумя темиргоевскими аулами руководили князья Шумаф и Тау-Султан Айтековы.
К началу XIX века — Кемригоевское княжество — одно из крупнейших в Черкесии. Его главные аулы: Айтека Болотокова (ныне ст. Гиагинская) и Асланбека Болотокова (аул Хатажукай).

## Темиргоевцы в Кавказской войне
В конце 30-х гг. XIX в. по предложению генерала Г. Х. Засса по реке Лабе строится Лабинская кордонная линия, и русские  оказываются в непосредственной близости от поселений темиргоевцев. В 1837 году — царский генерал И. Ф. Бларамберг, составил «Историческое, топографическое, статистическое, этнографическое и военное описание Кавказа», в котором дал следующую характеристику этому народу -

Темиргоевцы делятся на два племени. Мирные темиргоевцы, которых называют также «келекюевцы», проживают между Сгагвашей и Лабой от Кубани до большой дороги, а эгеркваевцы занимают территорию с правой стороны дороги до владений абедзехов, границы которых не определены какими-либо естественными границами. Темиргоевцы воинственны, дерзки, действуют под предводительством Джамболета. Они являются самыми богатыми и чистыми из всех племен кубанских черкесов. Их поселения в большинстве своем укреплены; эти фортификации состоят из палисадников или двойного ряда больших перекрещенных кольев. Внутреннее пространство между этих двух рядов заполнено землей, а верхняя часть утыкана рогатками, которые представляют собой непреодолимое препятствие для их врагов — убыхов и тубинцев, которые проживают неподалёку в горах и с которыми темиргоевцам часто приходится сражаться.
- 1841 год — Первые казачьи станицы появляются вдоль реки Лабы; заселение приобрело столь широкий размах, что с 1841 г. по 1860 г., по подсчетам Ф. А. Щербины, здесь было основано 32 станицы.
- 1849 год — наиб Шамиля в Черкесии Мухаммед-Амин женился на сестре темиргоевского князя Болотокова[10] (по другим данным - на дочери) и переселил кемиргоевцев в горы, но через некоторое время они вернулись на свои места.
- 1857 год — через территорию района прошел отряд царских войск под командованием генерала Козловского к месту строительства крепости Майкоп. В ходе войны правящая в Кемиргое династия Болотоковых, несмотря на сильное сопротивление царским войскам, была вынуждена принять подданство Российской империи в 1861 г.
- 1861—1862 годы — на землях бывшего Кемиргоевского княжества создаются Нижнелабинское и Верхнелабинское приставства.
- 1863 год — создан Абадзехский округ для управления покоренными народностями и контролем за ходом выселения не пожелавших оставаться под властью России.

## Топонимика
В настоящее время имя субэтноса носит станица Темиргоевская Курганинского района Краснодарского края. До 1920 года аул Джамбечий Красногвардейского района Республики Адыгея назывался аулом Темиргоевским.